# Ljoedmila Harazjanskaja
Ljoedmila Mikalajewna Harazjanskaja (Wit-Russisch: Людміла Мікалаеўна Гаражанская, Russisch: Людмила Николаевна Горожанская, Ljoedmila Nikolajevna Gorozjanskaja) (Brest, 17 juni 1970) is een baanwielrenster uit Wit-Rusland.
Op de wereldkampioenschappen baanwielrennen in 1994 werd Harazjanskaja derde in de puntenrace.
Op de Olympische Zomerspelen van Atlanta in 1996 reed Harazjanskaja op de puntenrace bij het baanwielrennen. Ze eindigde op de zesde plaats.